# The Eavesdropper (film 1909)
The Eavesdropper (o An Eavesdropper) è un cortometraggio muto del 1909 diretto e sceneggiato da David W. Griffith. Il film fu interpretato da Charles Inslee, David Miles e Marion Leonard.

## Produzione
Il film venne prodotto dalla American Mutoscope and Biograph Company.

## Distribuzione
Distribuito dall'American Mutoscope and Biograph Company che lo fece uscire nelle sale il 3 maggio 1909.